# Simutrans
Simutrans es un juego de simulación de código libre bajo Artistic License 1.0 para Windows, AmigaOS, BeOS, Mac OS X y Linux que se concentra en el transporte de mercancías, pasajeros, correo y energía. Originalmente fue creado por Hansjörg Malthaner, y ahora es mantenido y desarrollado por un pequeño equipo.

## Visión general y características
Al igual que muchos de los juegos como Transport Tycoon o Railroad Tycoon, el objetivo principal de Simutrans es crear una economía estable, así como hacer crecer la compañía y evitar la bancarrota.
Simutrans te permite modificar el terreno, construir carreteras y vías de tren, construir distintos tipos de paradas, terminales y vehículos (incluyendo autobuses, trenes, camiones, barcos, aviones y más recientemente monorraíles). También es posible crear red de tendido eléctrico. Se puede jugar hasta con 6 jugadores controlados por la IA del ordenado, distinguidos por el esquema de color.
Simutrans es multilingüe, e incluye un opción de oscurecer completamente la pantalla en horario nocturno mostrando las luces de las ciudades y los vehículos. Las versiones recientes incluyen un modo principiante (beginner mode), una opción freeplay que te permite estar en números rojos sin caer en bancarrota.

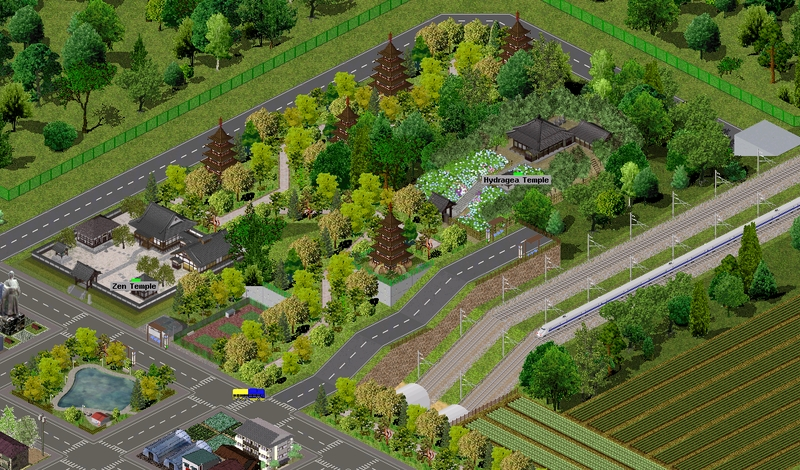
Captura de pantalla - pak128.

Simutrans se compila por defecto para Windows, Linux y BeOS. También hay una versión disponible para Mac sobre Intel, aunque esta última se compila por separado. Simutrans hace uso de varias librerías gráficas, incluyendo GDI (versión Windows), SDL (en todas las versiones) y Allegro (actualmente se usa en la versión BeOS). En teoría es portable a cualquier procesador con arquitectura little endian.
Puedes descargarte las últimas versiones en forum.simutrans.com, que es el foro oficial del juego.

## Equipo de Desarrollo
Simutrans fue creado originalmente por Hansjörg Malthaner, que actualmente se ha retirado del desarrollo activo. En el curso de su historia mucha gente ha contribuido al código, pero a menudo esas contribuciones se realizan en forma de añadidos de características individuales al código (al estilo del añadido de los aviones por parte de Hendrik Siegeln, o el renderizado de las cuadrículas de terreno y el sistema de climas por parte de Kierongreen). Actualmente el código base de Simutrans es mantenido por Markus Pristovsek Prissi, que dirige el equipo de desarrollo.
Numerosos artistas han contribuido con sprites de edificios, vehículos y el resto de gráficos que incluye el juego. Es fácil para los nuevos usuarios el involucrarse en la producción y desarrollo de accesorios gracias al sencillo sistema de creación de objetos. Crear un nuevo vehículo o cualquier otro objeto es tan sencillo como crear una serie de imágenes y un breve fichero de texto. La lista de personas que han contribuido al crecimiento de Simutrans probablemente sea de cientos o incluso miles.

## Paksetsde Gráficos

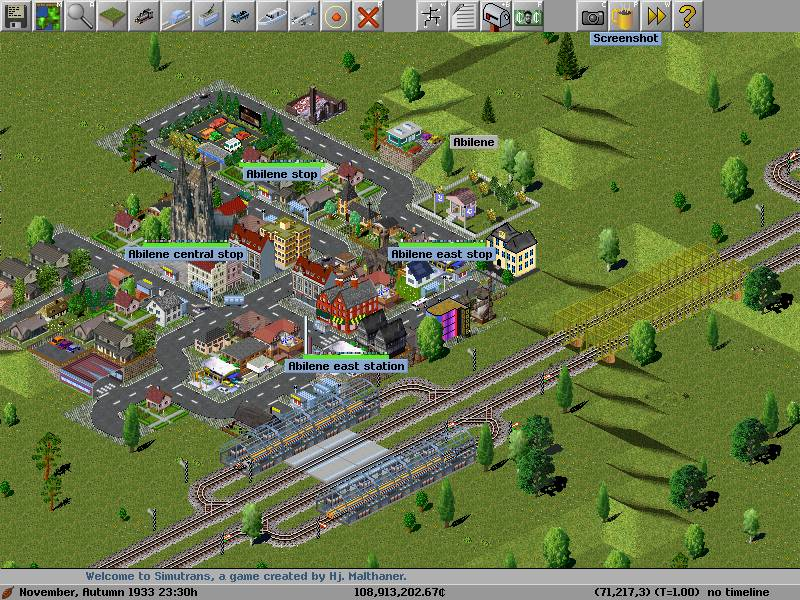
Fotografía dentro del juego de Simutrans.

Simutrans fue diseñado de forma que el motor del juego estuviera separado del motor gráfico del mismo, esto significa que es posible reemplazar fácilmente todos los gráficos del juego si fuese necesario. Esto ha dado lugar al desarrollo de múltiples paksets de gráficos (conocidos como paksets), mantenidos por distintos desarrolladores. El pakset de gráficos estándar es el conocido como pak64, y es el que habitualmente se puede ver en las capturas de pantalla de juego. Este fue el pakset de gráficos original y ha cambiado mucho desde las primeras versiones de Simutrans. El Pak128 ha sido desarrollado para crear un conjunto de gráficos más detallado, cuyo tamaño de las imágenes es aproximadamente el doble de grande que los gráficos del pak64. Existen otros paksets basados en el pak64 o el pak128. Más recientemente las medidas de 96x96 píxeles han sido usadas para desarrollar el pak96.comic, cuyo estilo sencillo y colorido ha gustado mucho en la comunidad. Actualmente existen el Pak 64, Pak 96.comic, Pak192.comic, Pak 128, Pak 32, Pak German, Pak Japan, Pak128.Britain y muchos más.
Ha habido un intento de portar los gráficos desde Transport Tycoon para crear un pak y usarlo en Simutrans, este proyecto se conoce como SimuTTD.

## Comparación con otros juegos de simulación de transportes
A diferencia de Transport Tycoon y Locomotion, en Simutrans los pasajeros, el correo y el resto de mercancías tienen un destino específico.
El algoritmo de búsqueda de rutas en Simutrans es a menudo reconocido por ser uno de los mejores entre los juegos de PC sobre simulación de tráfico, y generalmente es considerado incluso mejor que algunos existentes en productos comerciales. Traffic Giant está entre los únicos simuladores de tráfico que contiene un sistema avanzado de búsqueda de caminos similar al de Simutrans. Sin embargo,Traffic Giant usa un algoritmo de búsqueda de caminos precalculado, mientras que Simutrans tiene un algoritmo de búsqueda de caminos dinámico, que se puede adaptar por sí mismo.
El algoritmos de búsqueda de rutas es muy bueno, aunque no es perfecto, si se usan operaciones paralelas en la misma estación. El concepto de intercambiador de transportes se puede utilizar fácilmente. Se puede utilizar el concepto de via ligera y vía suburbana, debido a que el comportamiento de los pasajeros se vuelve muy predictivo. El tráfico de autobuses interno así como el suburbano se puede dominar fácilmente.
La búsqueda de rutas para el cargamento intenta encontrar la ruta más corta posible, no la de mayor capacidad, ni tampoco distribuida por los vehículos de las empresas de transporte de cargamento, lo cual es la parte menos realista.
El correo es también una mercancía a transportar. El correo tiene el propósito específico, y se produce en poca cantidad, por tanto su transporte solo tiene sentido entre muchas oficinas de correo en grandes ciudades con muy pocos vehículos.
Los puntos de paso se pueden usar para forzar una ruta determinada en vez de aceptar la ruta por defecto (la más corta)

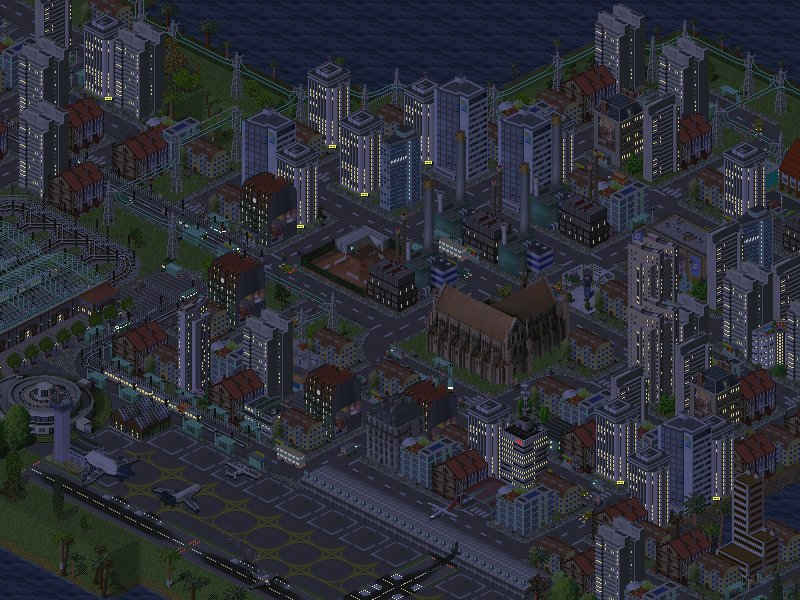
Ciudad de noche - pak64

La construcción de infraestructuras de transporte es muy fácil, y en general se puede llevar a cabo en solo dos clics: uno para el inicio y otro para el final. El juego rellena automáticamente la ruta con el modo de transporte deseado, y normalmente calcula correctamente la ruta óptima más corta. El control de los atascos de tráfico es posible, por ejemplo las carreteras de sentido único y las carreteras de gran capacidad (autopistas). También se pueden usar las señales de tráfico, desde una simple señal de dirección obligatoria hasta semáforos o señales luminosas.
Las pendientes están disponibles, para ganar espacio dentro de las ciudades abarrotadas. Se pueden usar como vías elevadas, o para crear espacio extra en las colinas.
Los puentes no pueden ser curvos, solo se pueden construir puentes rectos, pero las combinaciones de puentes por encima y por debajo son fáciles de implementar. Las pendientes y los puentes también se pueden combinar de forma flexible.
Los túneles se pueden construir con solo definir el inicio y el final del túnel, o se puede crear otra salida que no esté localizada en el mismo sitio que la entrada del túnel. Esto se puede hacer tanto con los túneles de carretera como los de ferrocarril. Además se pueden crear túneles a distintos niveles, con pendientes y cuestas subterráneas.
Simutrans ofrece la posibilidad de tener gran cantidad de vehículos, enormes ciudades y mucha diversión. El motor del juego esta altamente optimizado para arreglárselas muy bien con enormes y complejas redes de transportes, en enormes mapas.
La profundidad de la simulación en Simutrans implica que mucha gente familiarizada con Transport Tycoon se encuentre desbordada o perdida con el estilo de juego al inicio, ya que es más fácil 'ir mal' en Simutrans en las etapas iniciales del juego.

## Modificación
Simutrans está diseñado de manera que sea fácil añadir nuevos objetos al juego. Los gráficos son creados en imágenes .png de 24 bits, las cuales son después compiladas usando la herramienta Makeobj para crear ficheros.pak. La información acerca del objeto (el nombre, tipo, peso, nivel, etc.) se refleja en forma de fichero.dat conforme a ciertas especificaciones. Makeobj lee el fichero dat y usa las entradas del mismo para compilar el fichero pak. Este sistema asegura que no necesites complicadas herramientas para crear un nuevo objeto, pudiendo crearse usando únicamente un programa de dibujo (con capacidad de grabar imágenes en formato.png) y un editor de ficheros de texto. 
Muchos objetos en Simutrans han sido creados usando aplicaciones de modelado 3D, como Blender. Las imágenes renderizadas se compilan como parte del objeto de la misma forma que las creadas mediante programas de dibujo. 
Los sonidos también se pueden personalizar, es posible añadir un sonido único para cada vehículo. También es posible añadir música MIDI al juego. En las últimas versiones existe la posibilidad de crear sonidos ambiente para vehículos, edificios y playas.

### Modificaciones adicionales
Entre los objetos extra, se incluyen:
- Objetos de señalización
- Packs de trolebuses, monorrailes y trenes por levitación, junto con sus correspondientes vías y estaciones.
- Diferentes sistemas de electrificación ferroviaria, tales como el tercer carril o el cuarto carril.
- Los correspondientes vehículos de trenes de metro ligero.